# (1070) Tunica
Pour les articles homonymes, voir Tunica.
(1070) Tunica est un astéroïde de la ceinture principale découvert le 1er septembre 1926 par l'astronome allemand Karl Reinmuth à l'observatoire du Königstuhl près de Heidelberg. Sa désignation provisoire était 1926 RB. Il tire son nom du genre de plantes à fleurs Petrorhagia duquel le mot Tunica est un synonyme.